# Touched with Fire
Touched with Fire è un film del 2015 diretto da Paul Dalio.
Anche noto con il titolo Mania Days, vede Katie Holmes e Luke Kirby nei panni di una coppia con disturbi bipolari.

## Trama
Carla e Marco sono due giovani artisti, lei autrice di poesie con un volume già pubblicato e lui poeta che si esibisce in spettacoli rap di strada, entrambi affetti da disturbo bipolare, in particolare da mania depressiva. Poiché temono che le cure mediche possano frenare la loro creatività, cercano di evitare di prendere farmaci, ma finiscono ricoverati nello stesso ospedale psichiatrico, nel quale si conoscono. I due sviluppano in breve tempo affinità e affetto reciproco, avviando un forte rapporto di dipendenza l'uno dall'altro. Marco, anche a causa di un'errata interpretazione delle teorie lette nell'opera di Kay Redfield Jamison Touched with Fire: Manic-Depressive Illness and the Artistic Temperament, convince inoltre Carla che il loro disturbo è un dono, in grado da esaltare le loro capacità artistiche. Lasciato l'ospedale, nonostante le preoccupazioni dei genitori, continuano a trascurare le cure mediche, andando incontro alle relative conseguenze negative. Le cose si complicano ulteriormente quando lei rimane incinta.

## Produzione
Il film è stato scritto, diretto, musicato e co-editato da Paul Dalio, alla sua prima esperienza cinematografica, il quale soffre dello stesso disturbo bipolare dei protagonisti della pellicola. Dalio ha individuato come fine ultimo del film quello di raccontare aspetti meno noti su tale condizione psicopatologica, e offrire speranza a chi ne soffre, spiegando di essersi ispirato, oltre che alle proprie esperienze, al libro del 1996 Touched with Fire: Manic-Depressive Illness and the Artistic Temperament, menzionato nel film, il quale evidenzia come molti artisti famosi siano stati bipolari; alla fine del film è stata inserita una dedica ad alcuni di loro, tra cui Ernest Hemingway, Emily Dickinson, Cole Porter e Vincent van Gogh.
Prodotto dalla Moonstruck Productions, in associazione con la 40 Acres & a Mule Filmworks, è stato girato a New York nella primavera del 2013.

## Distribuzione
Il film ha debuttato al South by Southwest Film Festival il 15 marzo 2015, nella selezione Narrative Spotlight, con il titolo Mania Days.
Il 19 maggio 2015 la Roadside Attractions ha acquisito i diritti per la distribuzione nelle sale cinematografiche statunitensi, programmata per il 2016 con il nuovo titolo Touched with Fire.

## Accoglienza
Secondo Matthew Jacobs, critico del The Huffington Post, il film offre un raro sguardo sull'imprevedibilità del disturbo bipolare, apprezzando particolarmente l'interpretazione di Katie Holmes, giudicandola come una delle migliori della sua carriera. Per Joe Leydon, di Variety, l'opera può ricordare film come I giorni del vino e delle rose e David e Lisa, con protagonisti giovani amanti dalla vita sregolata, caratterizzandosi per l'autenticità della storia narrata, credibile anche grazie alle ottime interpretazioni dei protagonisti. John DeFore sul The Hollywood Reporter lo ha presentato come un dramma «elegante ma ambivalente», che tende a sposare il punto di vista dei protagonisti, giungendo ad un finale ambiguo ma che si pone come un onesto riflesso delle loro vite.